# Kaski (huyện)
Kaski (tiếng Nepal:कास्की) là một huyện thuộc khu Gandaki, vùng Tây Nepal, Nepal. Huyện này có diện tích 2017 km², dân số thời điểm năm 2001 là 380527 người.

## Dân số
Biến động dân số giai đoạn 1952-2001:
| Năm    | 1952   | 1961   | 1971   | 1981   | 1991   | 2001   |
| ------ | ------ | ------ | ------ | ------ | ------ | ------ |
| Dân số | 111747 | 127515 | 151749 | 221272 | 292945 | 380527 |

Kaski (huyện)
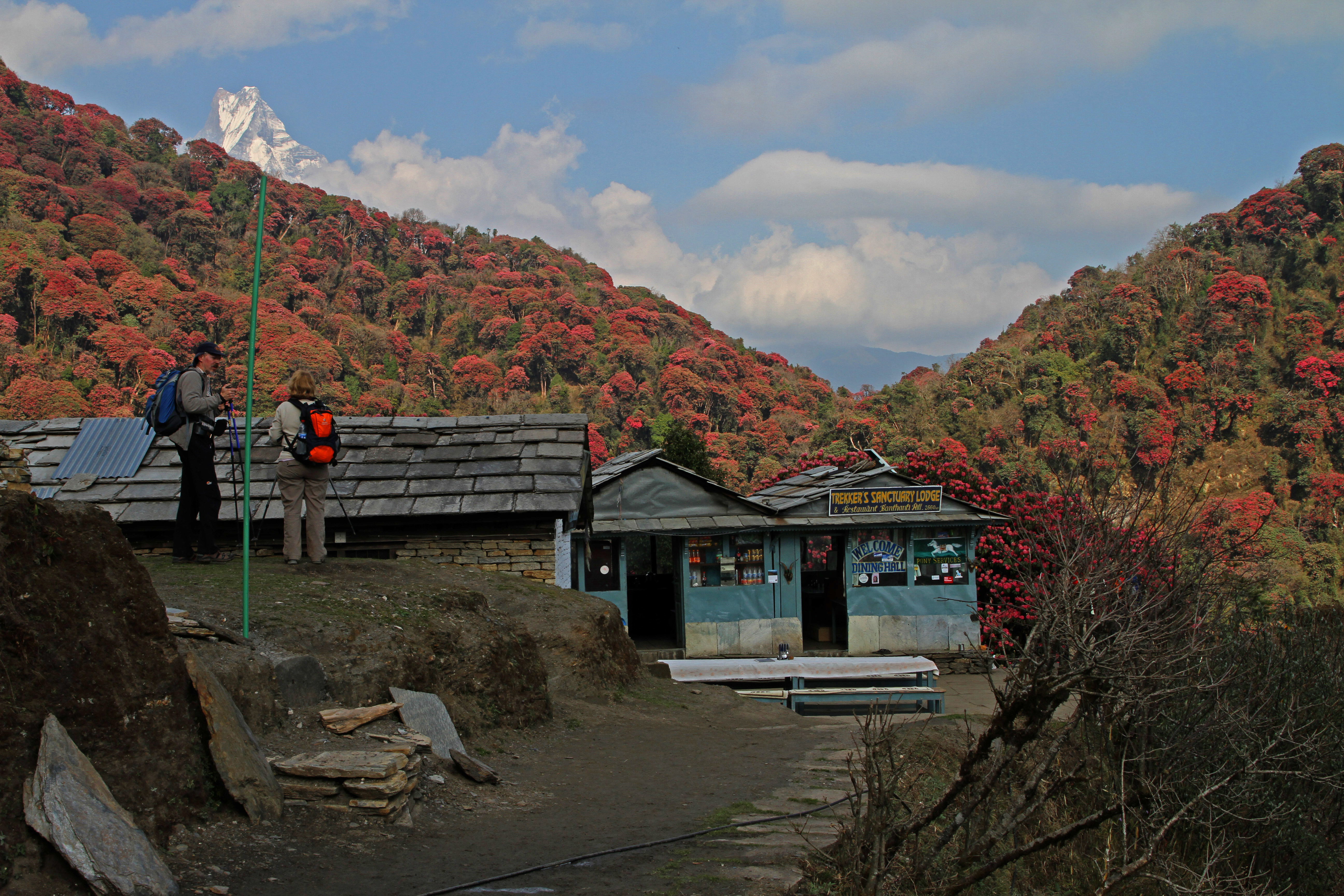
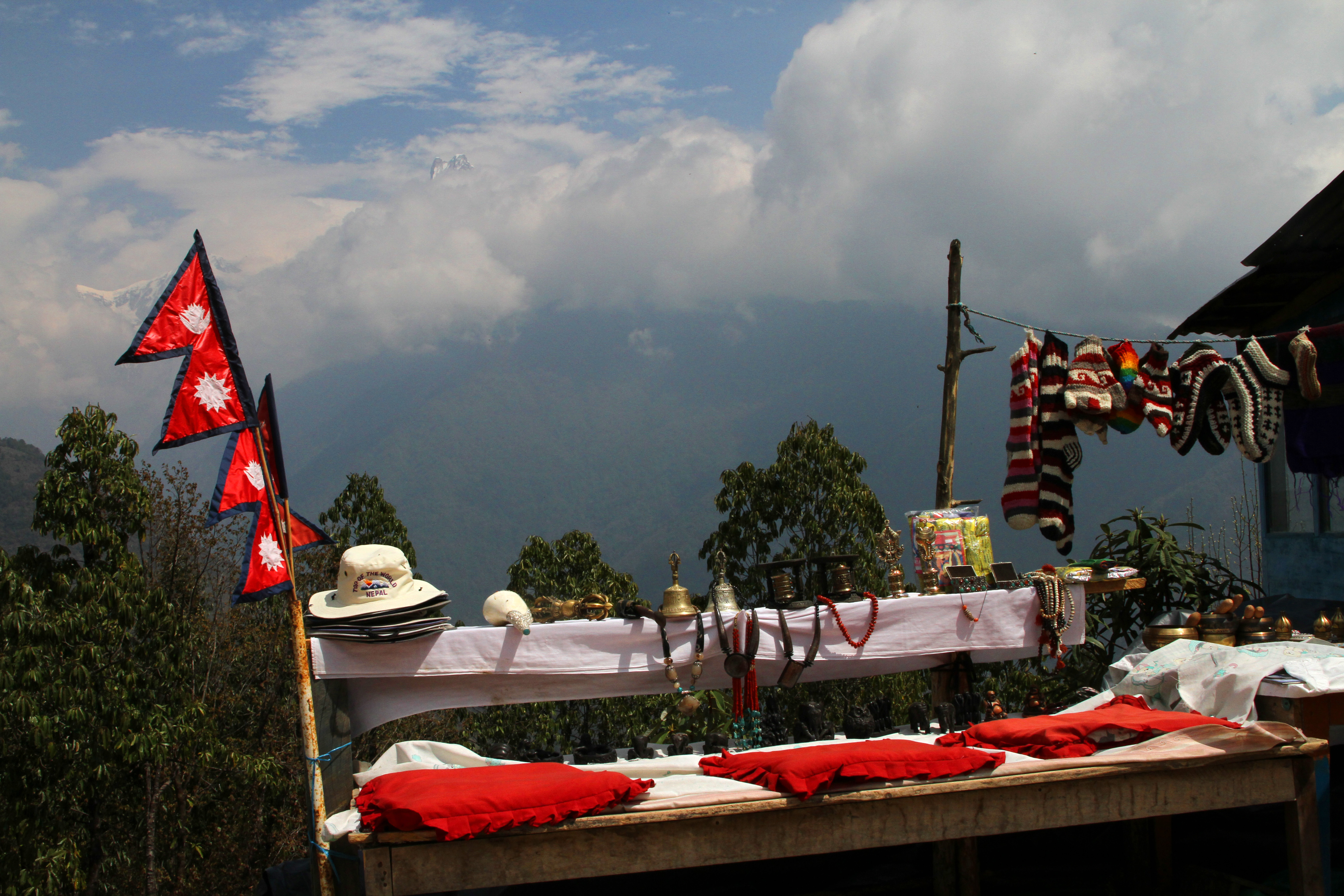
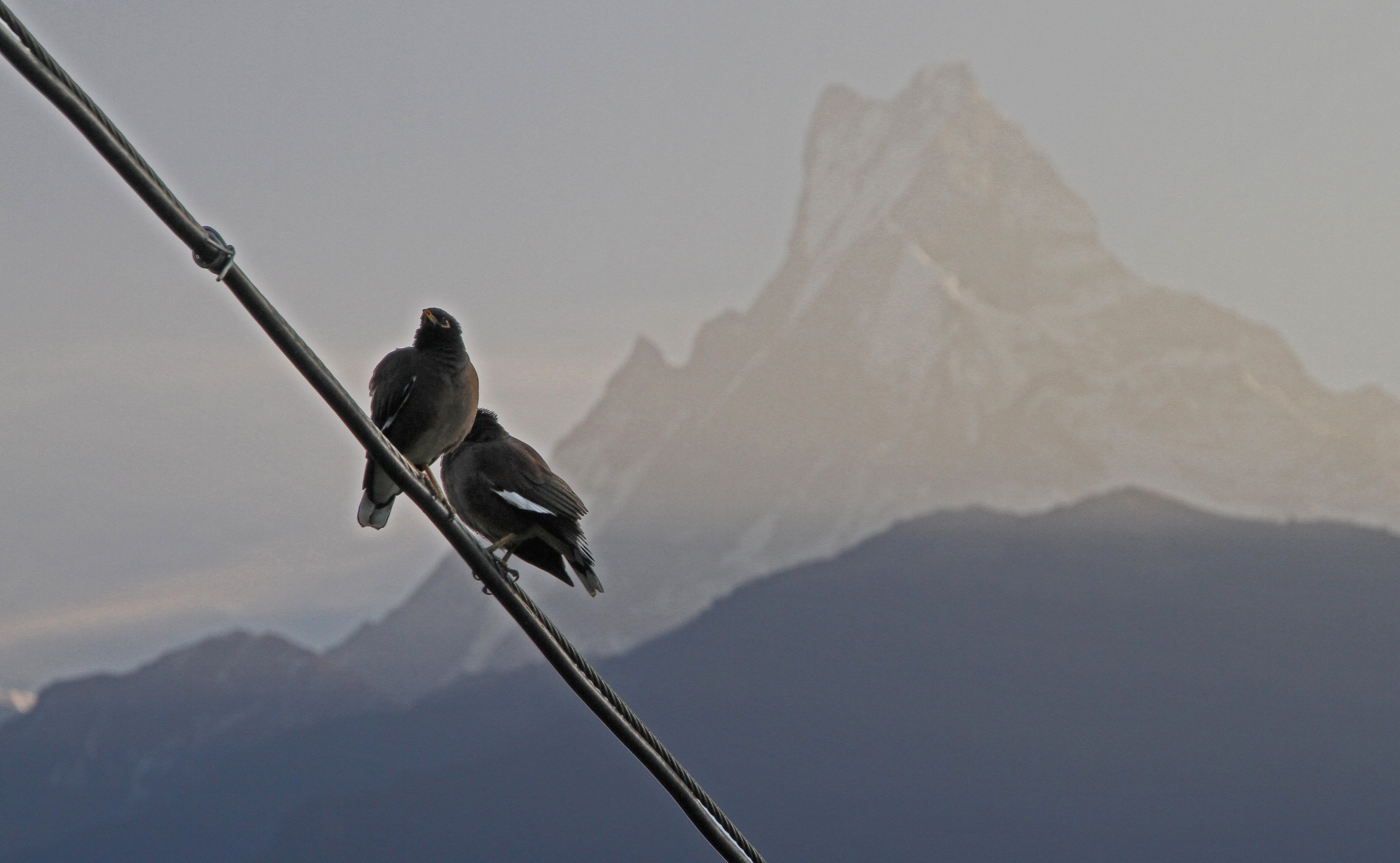
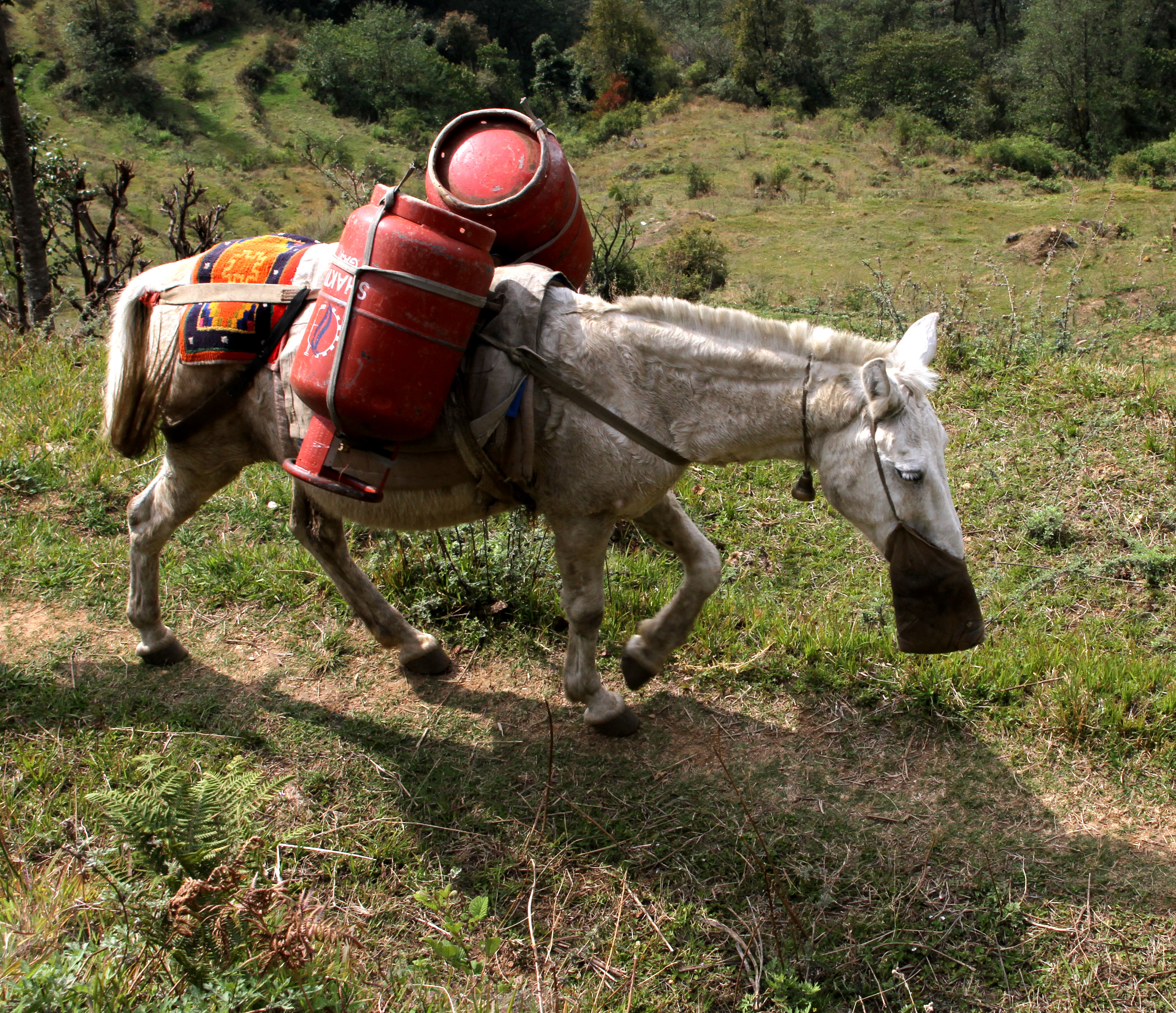
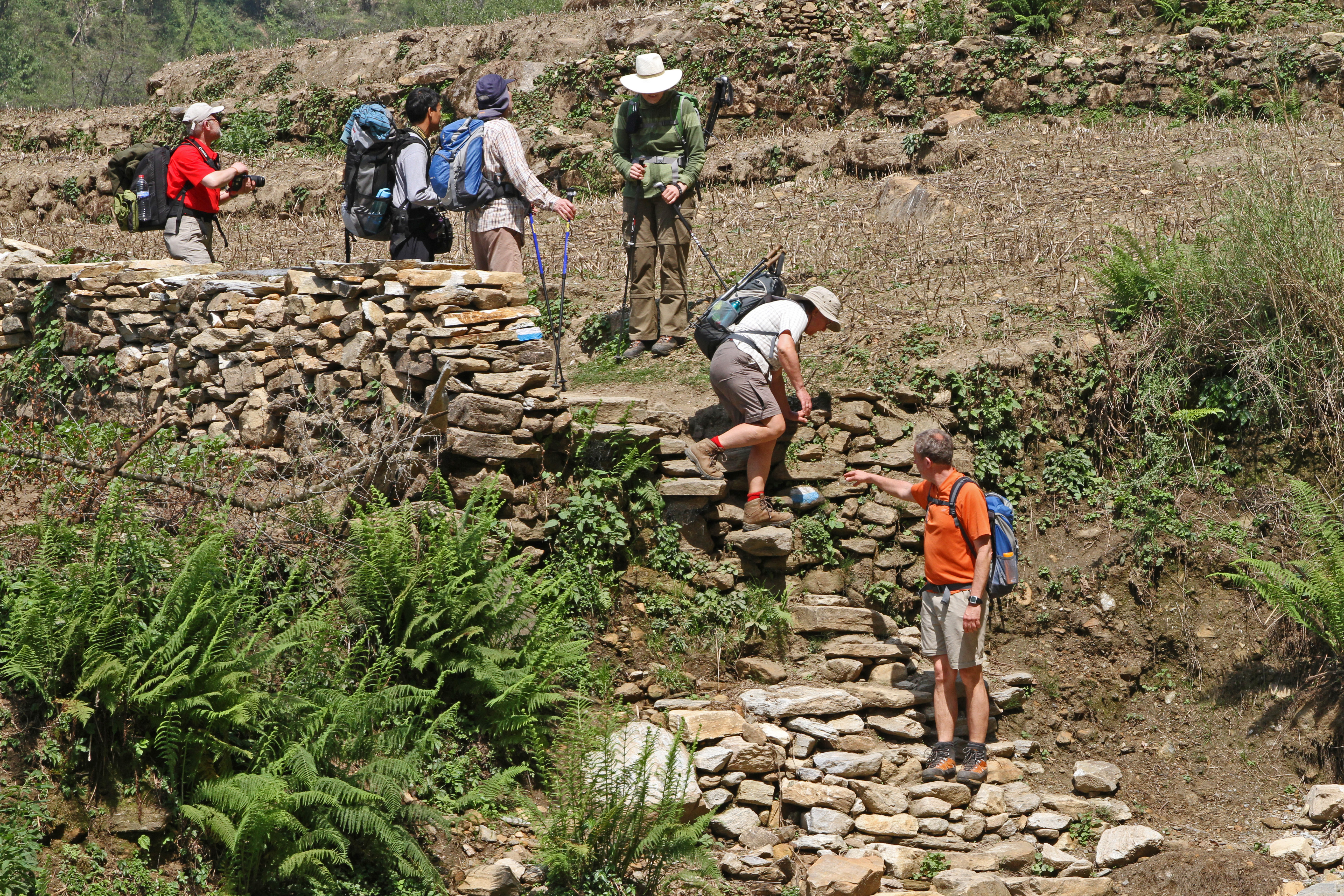
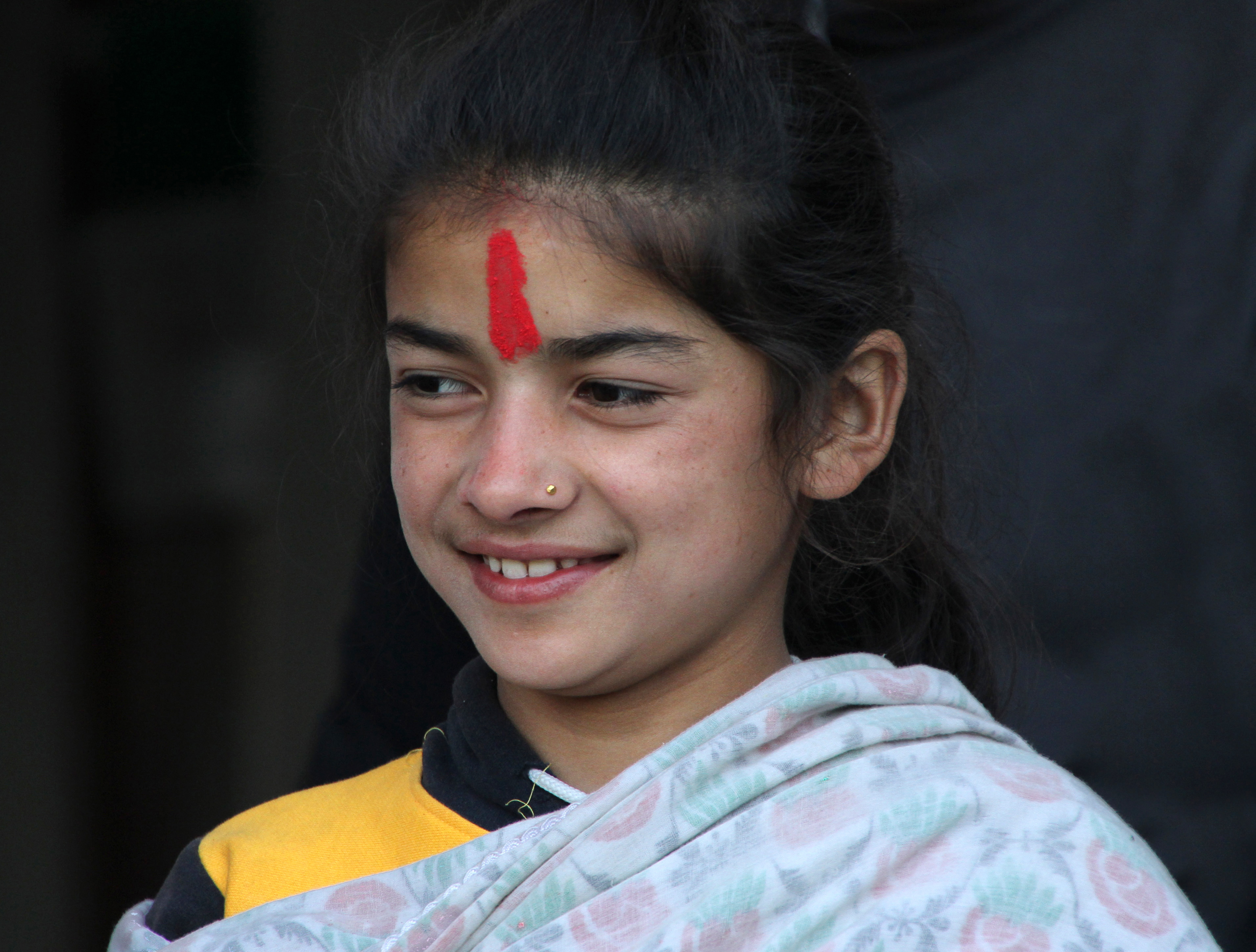
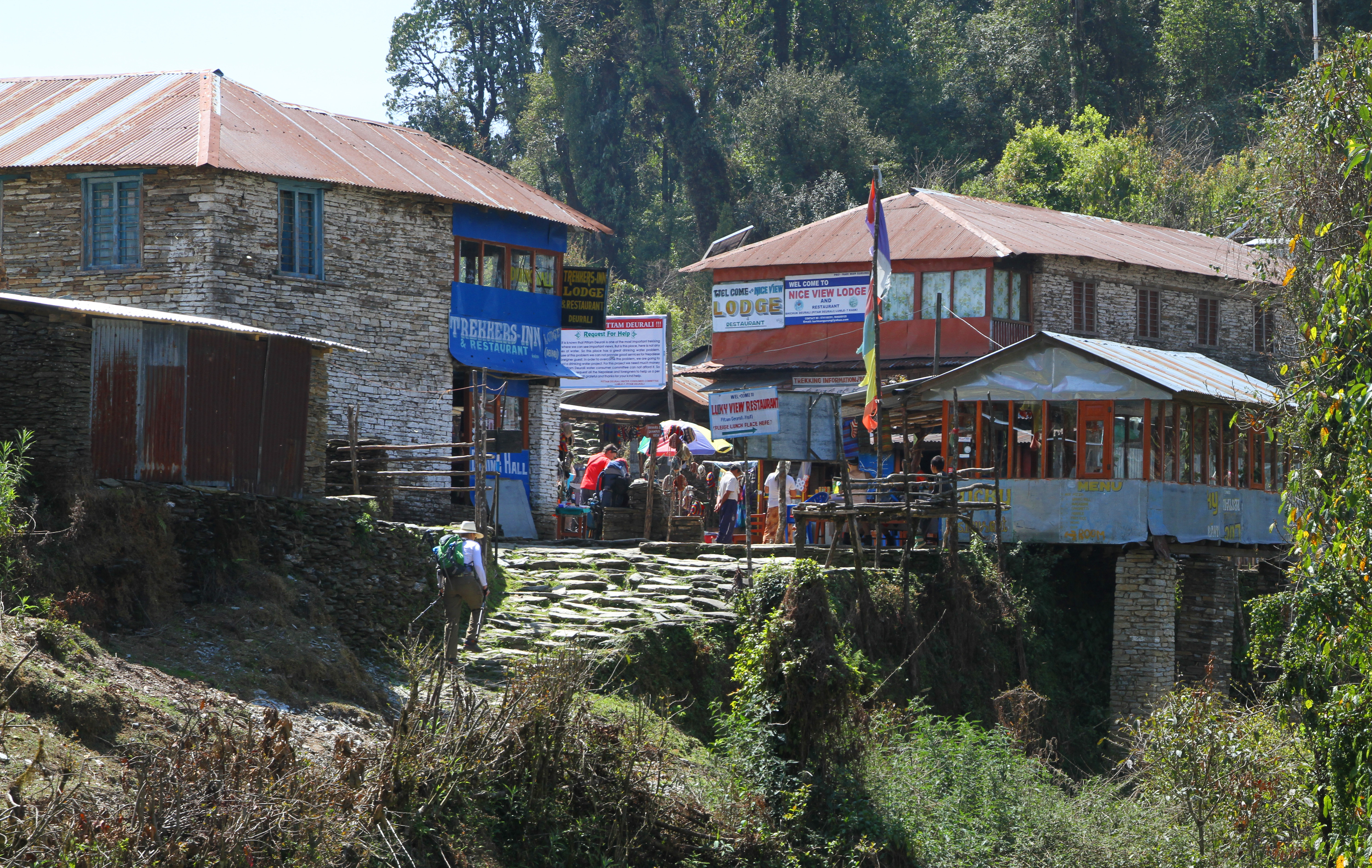
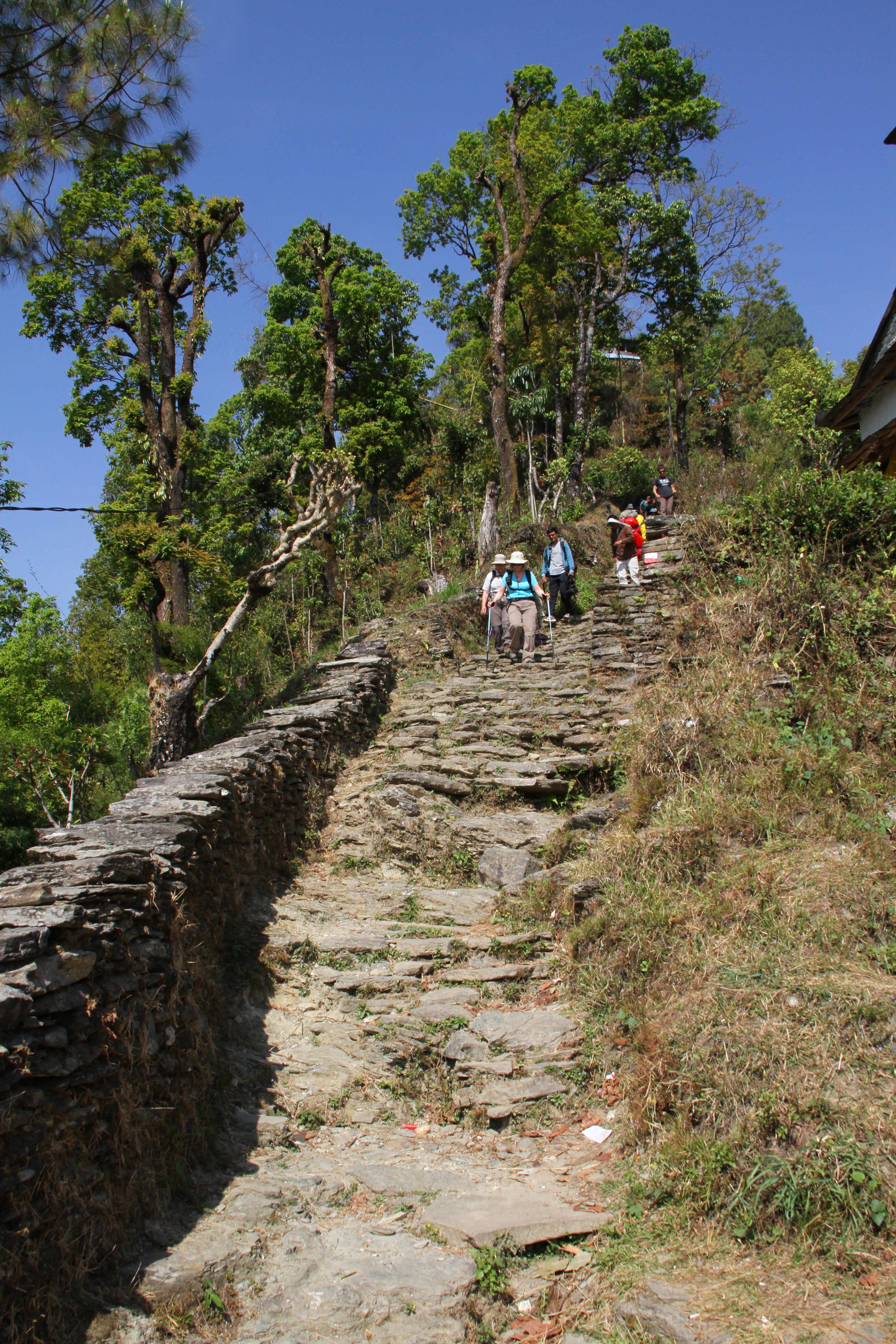